# Burton Malkiel
Burton Gordon Malkiel (né le 28 août 1932) est un économiste et auteur américain. Diplômé des universités de Princeton et d'Harvard, il a été professeur de finance à l'Université de Princeton.
Burton Malkiel est surtout connu pour son best-seller rédigé en 1973, Une marche au hasard à travers la Bourse (A Random Walk Down Wall Street, traduit en français par Éric Pichet),, qui est avant tout un guide d’investissement qui tire toutes les conséquences de la Théorie moderne du portefeuille et de son principal enseignement : l’efficience des marchés.

## Écrits
- Burton Malkiel, A Random Walk Down Wall Street (œuvre littéraire), W. W. Norton & Company, 1973.